# Communauté de communes Pays des Vans en Cévennes
Die Communauté de communes Pays des Vans en Cévennes ist ein französischer Gemeindeverband mit Rechtsform einer Communauté de communes im Département Ardèche, dessen Verwaltungssitz sich in dem Ort Les Vans befindet. Er liegt am Südwestrand des Départements in den Cevennen mit Erhebungen bis zu 1150 m und gehört großenteils zum Regionalen Naturparks Monts d’Ardèche. Der Verband besteht aus 15 Gemeinden und zählt 9536 Einwohner (Stand 2022)auf einer Fläche von 329,27 km². Präsident des Gemeindeverbandes ist Jean-Paul Manifacier.

## Geschichte
Zum Jahreswechsel 2013/2014 fusionierten die folgenden Gemeindeverbände zur
Communauté de communes Chassezac et Claysse:
- Communauté de communes Pays de Vans, Zusammenschluss von fünf Gemeinden rund um Les Vans aus dem Jahr 2003;
- Communauté de communes Pays de Jalès, ein 1995 gegründeter Verband von vier Gemeinden mit Sitz in Berrias-et-Casteljau;
- mit der Ausnahme von Sablières die übrigen drei Gemeinden der 2002 gegründeten Communauté de communes Cévennes Vivarois;

sowie den Gemeinden Beaulieu und Saint-André-de-Cruzières.

## Aufgaben
Zu den vorgeschriebenen Kompetenzen gehören die Entwicklung und Förderung wirtschaftlicher Aktivitäten. Der Gemeindeverband betreibt er die Abwasserentsorgung (teilweise) sowie die Müllabfuhr und -entsorgung.

## Mitgliedsgemeinden
Folgende 15 Gemeinden gehören dem Gemeindeverband an:
| Gemeinde                                         | Einwohner 1. Januar 2022 | Fläche km² | Dichte Einw./km² | Code INSEE | Postleitzahl |
| ------------------------------------------------ | ------------------------ | ---------- | ---------------- | ---------- | ------------ |
| Banne                                            | 650                      | 32,68      | 20               | 07024      | 07460        |
| Beaulieu                                         | 538                      | 25,47      | 21               | 07028      | 07460        |
| Berrias-et-Casteljau                             | 779                      | 26,42      | 29               | 07031      | 07460        |
| Chambonas                                        | 978                      | 12,08      | 81               | 07050      | 07140        |
| Gravières                                        | 511                      | 18,52      | 28               | 07100      | 07140        |
| Les Assions                                      | 768                      | 14,88      | 52               | 07017      | 07140        |
| Les Salelles                                     | 406                      | 5,61       | 72               | 07305      | 07140        |
| Les Vans                                         | 2.680                    | 31,09      | 86               | 07334      | 07140        |
| Malarce-sur-la-Thines                            | 257                      | 37,34      | 7                | 07147      | 07140        |
| Malbosc                                          | 146                      | 21,43      | 7                | 07148      | 07140        |
| Montselgues                                      | 86                       | 35,87      | 2                | 07163      | 07140        |
| Saint-André-de-Cruzières                         | 464                      | 19,81      | 23               | 07211      | 07460        |
| Sainte-Marguerite-Lafigère                       | 116                      | 10,07      | 12               | 07266      | 07140        |
| Saint-Paul-le-Jeune                              | 967                      | 14,38      | 67               | 07280      | 07460        |
| Saint-Pierre-Saint-Jean                          | 190                      | 23,62      | 8                | 07284      | 07140        |
| Communauté de communes Pays des Vans en Cévennes | 9.536                    | 329,27     | 29               | –          | –            |